# Den Gode Herdens kyrka, Falun
Den Gode Herdens kyrka  är församlingskyrka för S:ta Katarina katolska församling i Stockholms katolska stift. Församlingen omfattar hela Dalarna och kyrkan ligger i Falun i Falu kommun..

## Kyrkobyggnaden
Kazimir Vilnis blev kyrkoherde i församlingen 1964 och 1965 flyttade församlingens centrum till Falun från Ludvika. Vilnis samlade in pengar för att köpa en fastighet i centrala Falun. För egna medel lät han uppföra Den Gode Herdens kyrka och överlät den till församlingen; Kyrkan invigdes 1973.

## Inventarier
- Altare som innehåller reliker av Heliga Birgitta, S:ta Katarina av Vadstena och Heliga Moder Elisabeth Hesselblad.
- Tabernakel i vilket konsekrerade hostior förvaras. På tabernaklet ser man  en pelikan som föder sina ungar med sitt blod.
- Madonnastaty som var en gåva från Birgittinerklostret i Altomünster Tyskland
- Glasmålningar - dels en som föreställer Den Gode Herden dels sju som har symboler för den katolska kyrkans sakrament